# Moose Fort

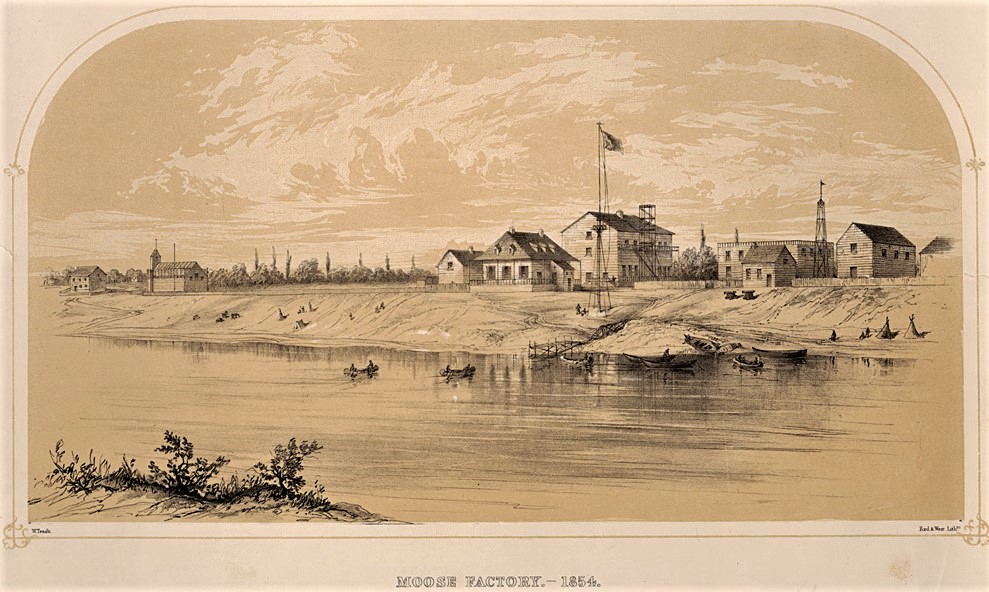
Moose Fort som det såg ut 1854.

Moose Fort var ett befäst handelsfaktori vid James Bay. Det anlades 1673 av Hudson Bay Company, som ett av deras första faktorier. Fortet togs 1686 av fransmännen, vilka döpte om det till Fort Saint-Louis. Tio år senare återtog engelsmännen fortet och brände ner det. Idag finns inga spår av det ursprungliga fortet. 1730 byggde Hudson Bay-kompaniet ett nytt fort knappt två kilometer ovanför det gamla. Fem år senare brann detta fort ned, på grund av en vådeld som började i köket. Det byggdes sakta upp över en period av sju år. Sedan Hudson Bay kompaniet gått samman med Nordvästkompaniet blev platsen kompaniets huvudstation i James Bay och mötesplats för styrelsen för Ruperts land. Kring platen uppkom ett samhälle, Moose Factory. 